# وانگ شیائوهونگ
وانگ شیائوهونگ (انگلیسی: Wang Xiaohong؛ زادهٔ ۲۰ نوامبر ۱۹۶۸) شناگر اهل چین بود.